# 康永燮
康 永燮（カン・ヨンソプ、朝鮮語: 강영섭1931年10月15日 - 2012年1月21日）は、朝鮮民主主義人民共和国の宗教家、政治家。朝鮮基督教連盟中央委員会委員長、祖国統一汎民族連合北側本部副議長、祖国統一民主主義戦線中央委員会委員、朝日友好親善協会副会長、最高人民会議常任委員会委員などを歴任。韓国のキリスト教団体との交流を推進した。父親の康良煜は金日成主席の大叔父。

## 経歴
1932年、日本統治時代の朝鮮平安南道平壌府に産まれる。ソ連にあるレニングラード大学に留学。
1969年にルーマニア大使に、1971年にマルタ大使に任命された。1989年に朝鮮基督教連盟中央委員会委員長に就任し、死去する2012年まで23年間北朝鮮のキリスト教団体トップに立つ。1989年に朝鮮宗教人協議会副会長に就任。1990年に最高人民会議第9期代議員に選出され、第12期まで在職する。1991年に朝日友好親善協会副会長、祖国統一民主主義戦線中央委員会委員に任命された。1993年には祖国統一汎民族連合北側本部副議長に任命された。1997年には北朝鮮の宗教代表団としてアメリカを訪問し、偽造紙幣を持ち込んだことがアメリカ司法当局により発見された。2002年5月17日には金剛山で訪朝した韓国のキリスト教信者と共に礼拝した。8月14日には呂鴛九祖国統一民主主義戦線議長らと韓国を訪問した。
2006年に金正日総書記（国防委員長）と韓国の金大中大統領の間で締結された6.15南北共同宣言の履行を目的とした6.15共同宣言実践北側委員会副委員長に就任した。2012年に心臓発作で死亡した。

## 人物
- 日本の竹島領有権主張の放棄や、正しい歴史教育の実施を韓国のキリスト教進歩派団体韓国キリスト教教会協議会と連名で主張している[4]。

## 参考サイト
- 북한정보포털